# 傲慢與偏見與殭屍
《傲慢與偏見與殭屍》（英語：Pride and Prejudice and Zombies）是一部戲仿作品，由賽斯·葛雷恩·史密斯於2009年根據珍·奧斯汀的《傲慢與偏見》改編而成，全書共七成的內容為傲慢與偏見的原文內容，主角仍然是伊麗莎白·班內特和達西先生，其他部分則是賽斯加入的功夫與殭屍內容，結果小說大賣，並改編成電影，由女星莉莉·詹姆斯主演，於2016年上映。